# Лампа чорного світла

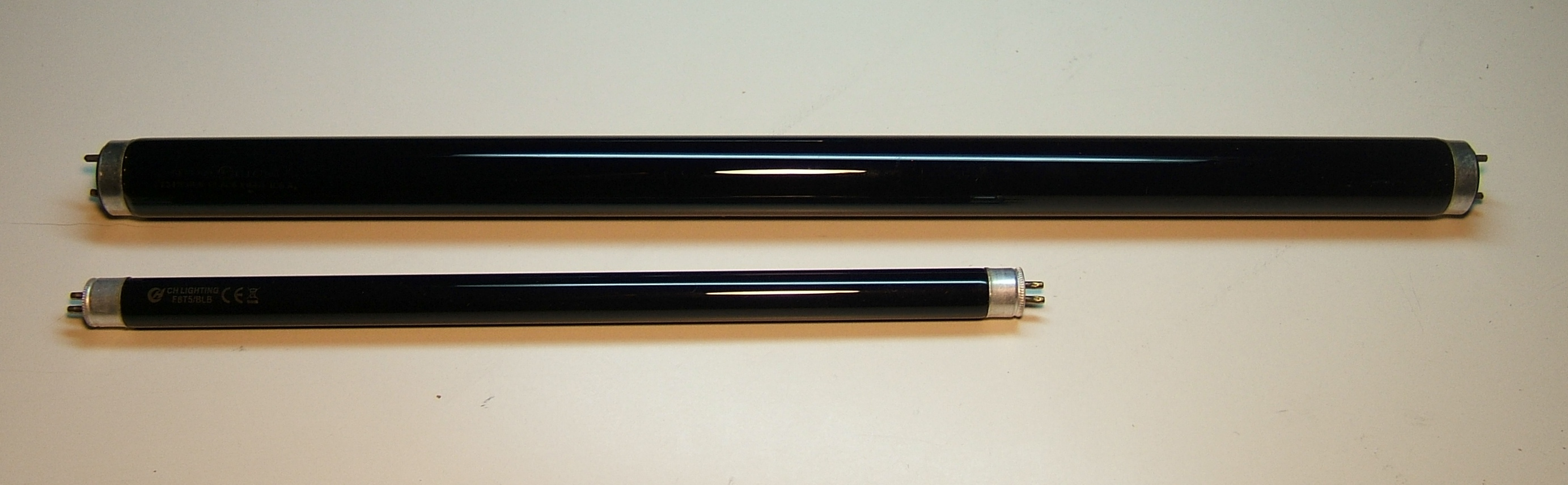
Лампи чорного світла

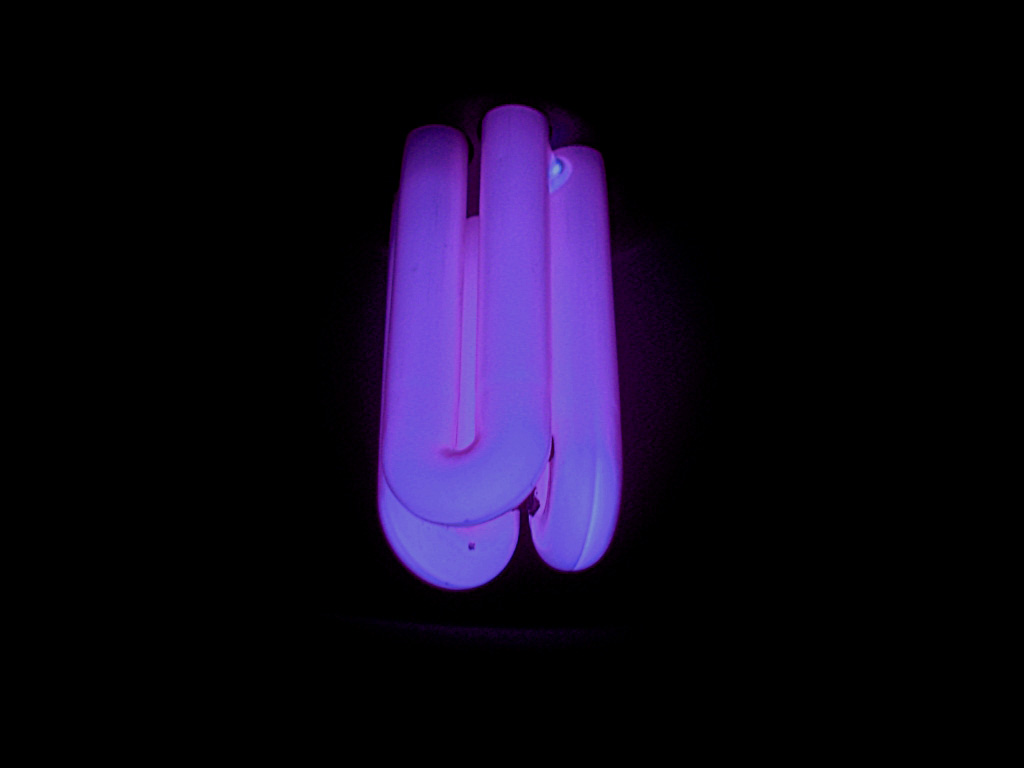
Лампа чорного світла

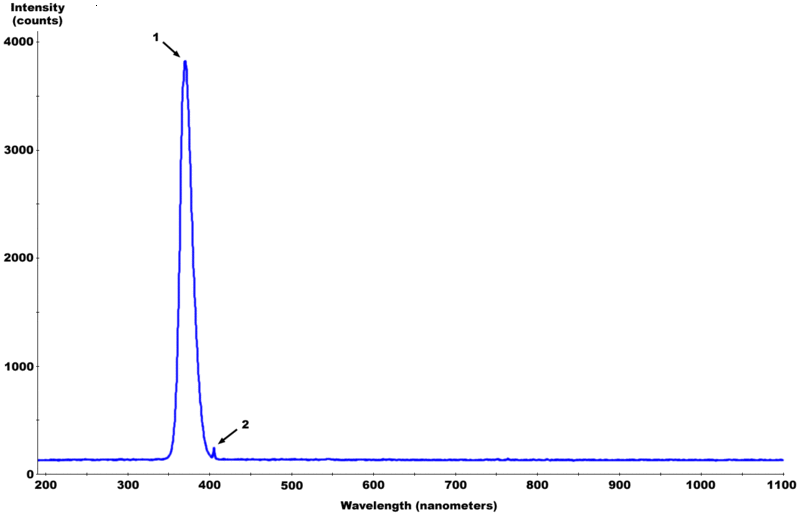
Спектр лампи чорного світла

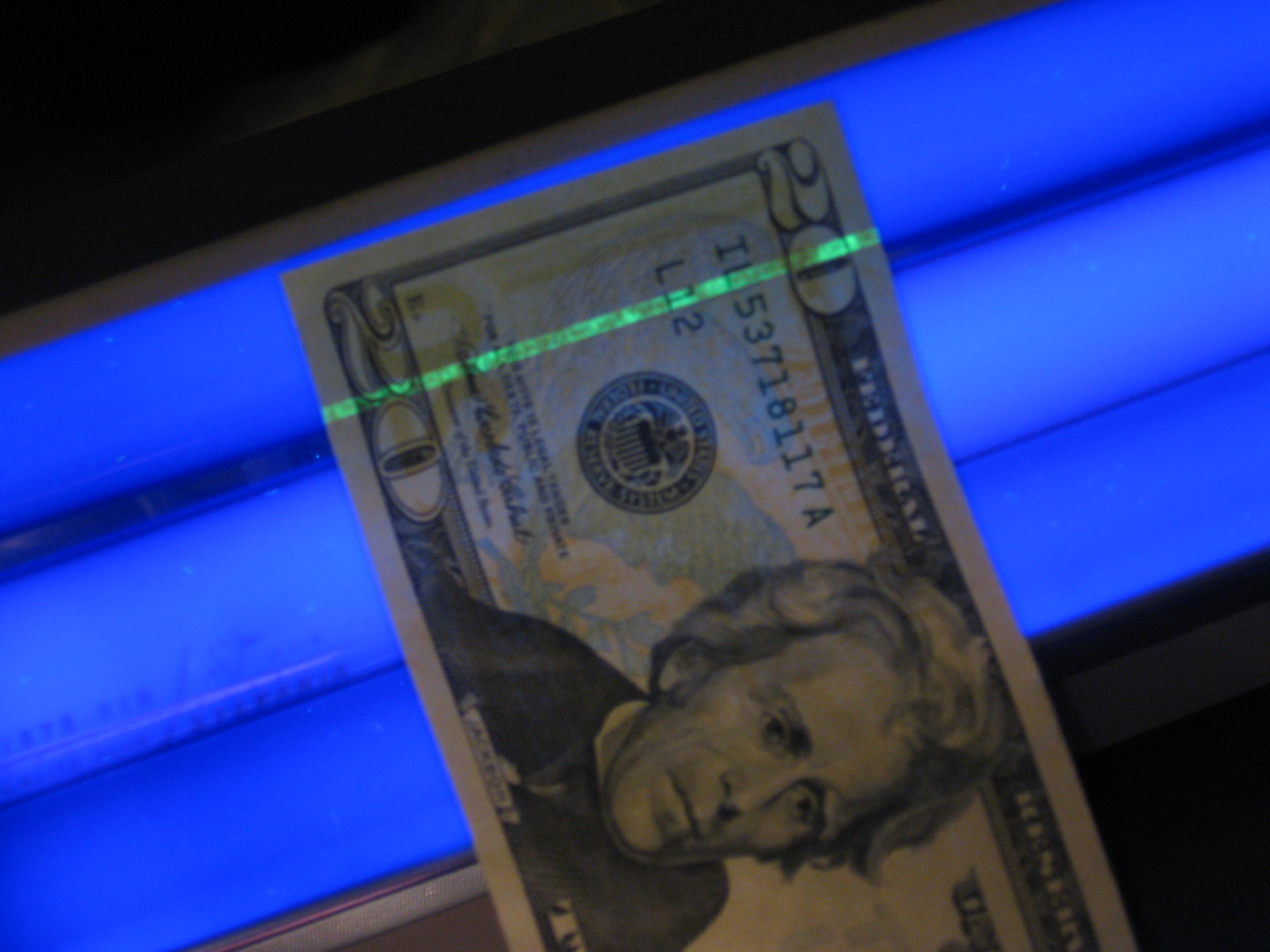
Флюоресценція банкноти

Лампа чорного світла або лампа Вуда (англ. Black light, Wood's light) — лампа, яка випромінює в найбільш довгохвильовій («м'якій») частині ультрафіолетового діапазону і, на відміну від кварцових ламп, практично не дає видимого світла.

## Принцип дії
Виготовляються такі лампи за тими ж принципами, що і звичайні люмінесцентні, з тією лише відмінністю, що у виробництві ламп чорного світла використовується особливий люмінофор і (або) замість прозорої скляної колби використовується колба з дуже темного, майже чорного, синьо-фіолетового увіолевого скла з добавками оксиду кобальту або нікелю. Таке скло називається склом Вуда. Воно практично не пропускає видимого світла з довжиною хвилі понад 400 нм.
Для того щоб отримати пік випромінювання лампи в діапазоні 368-371 нм, як люмінофор використовуються легований європієм борат стронцію (SrB4O7:Eu2+), а для отримання випромінювання в діапазоні 350-353 нм  легований свинцем силікат барію (BaSi2O5:Pb2+).
Лампа чорного світла може бути сконструйована і без застосування спеціальних люмінофорів. У цьому випадку колба є світлофільтром або в ній змонтований світлофільтр, який пропускає тільки (переважно) ультрафіолетове випромінювання. Для світлофільтру зазвичай використовується скло Вуда. Через світлофільтр проходить випромінювання, що генерується розрядом в парах ртуті, з довжинами хвиль 365.0153 нм, 398.3931 нм, 404.6563 нм і 407,783 нм. Саме таким чином вироблялися найперші лампи чорного світла.

## Застосування
Застосовується в криміналістиці для виявлення слідів крові, сечі, сперми або слини, які флуоресціюють в світлі лампи, при встановленні справжності банкнот (багато сучасних банкноти мають флуоресціюючі мітки), в індустрії розваг (барвники, флуоресціюючі в світлі лампи, нерідко використовуються при виготовленні клубних прикрас або дитячих іграшок). Крім того, такі лампи часто-густо застосовують ентомологи для вивчення локальних фаун та збирання колекцій за допомогою світлових пасток.